# Eisleben
Eisleben, Lutherstadt Eisleben (pol. Miasto Lutra Eisleben) – miasto w środkowych Niemczech, w kraju związkowym Saksonia-Anhalt, w powiecie Mansfeld-Südharz. Znane jako rodzinne miasto Marcina Lutra, stąd oficjalna nazwa miasta. Drugie co do wielkości miasto powiatu. Była stolica dawnego powiatu Mansfelder Land.

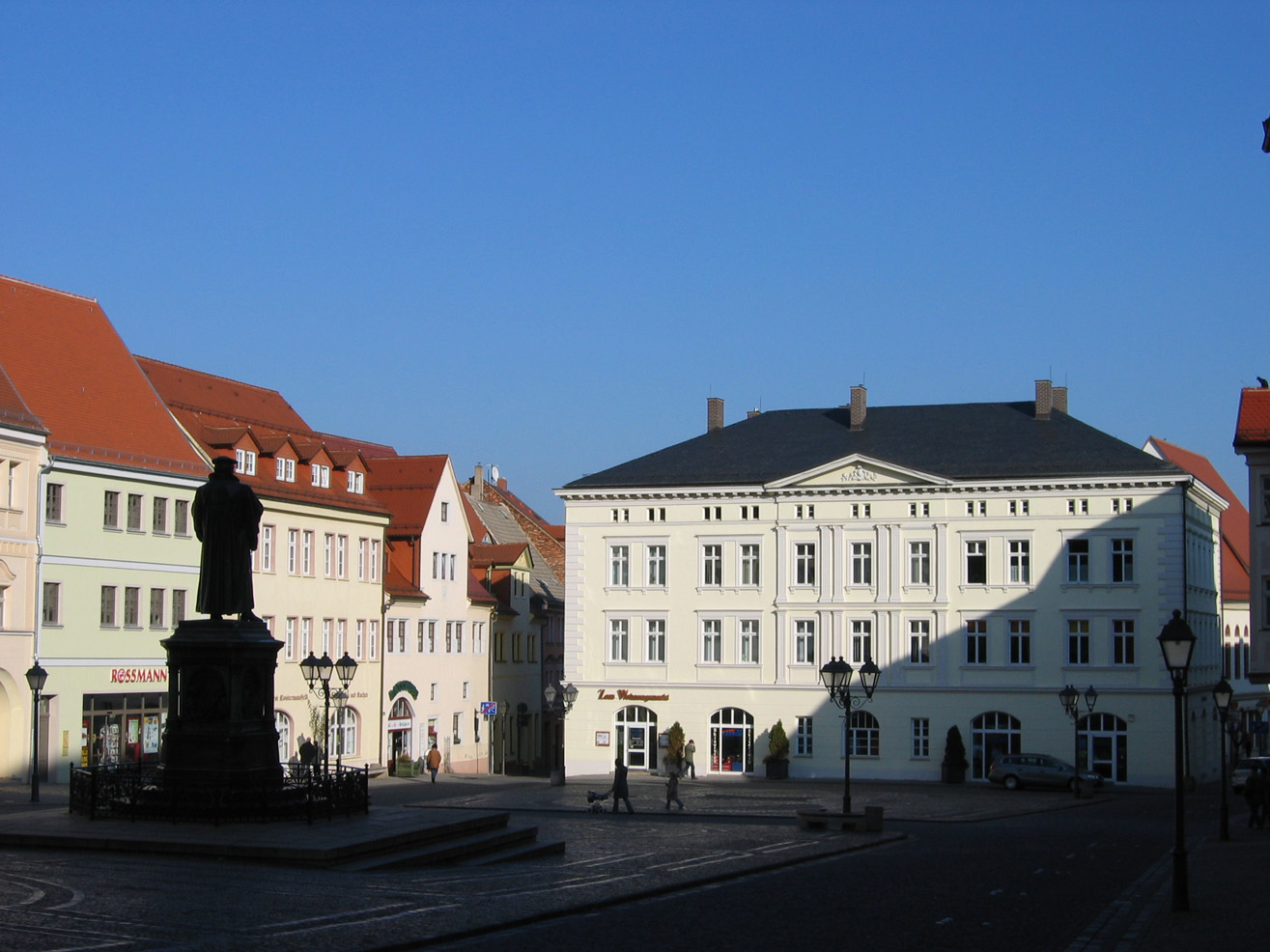
Eisleben: rynek wraz ze starą wagą

Historia miasta jest ściśle związana z wydobyciem i obróbką rud miedzi, które przyczyniły się do rozkwitu gospodarczego i kulturalnego miasta w XV–XVI wieku. Górnictwo było główną gałęzią przemysłu w Eisleben aż do połowy XX wieku. Obecnie gospodarka miasta opiera się na turystyce. Ponadto w mieście rozwinął się przemysł maszynowy, precyzyjny, chemiczny oraz odzieżowy.
Domy Marcina Lutra w Eisleben – narodzin przy Lutherstraße i śmierci przy Andreaskirchplatz oraz zabytki związane z pobytem Lutra w Wittenberdze zostały wpisane w 1996 na listę światowego dziedzictwa UNESCO.

## Geografia fizyczna

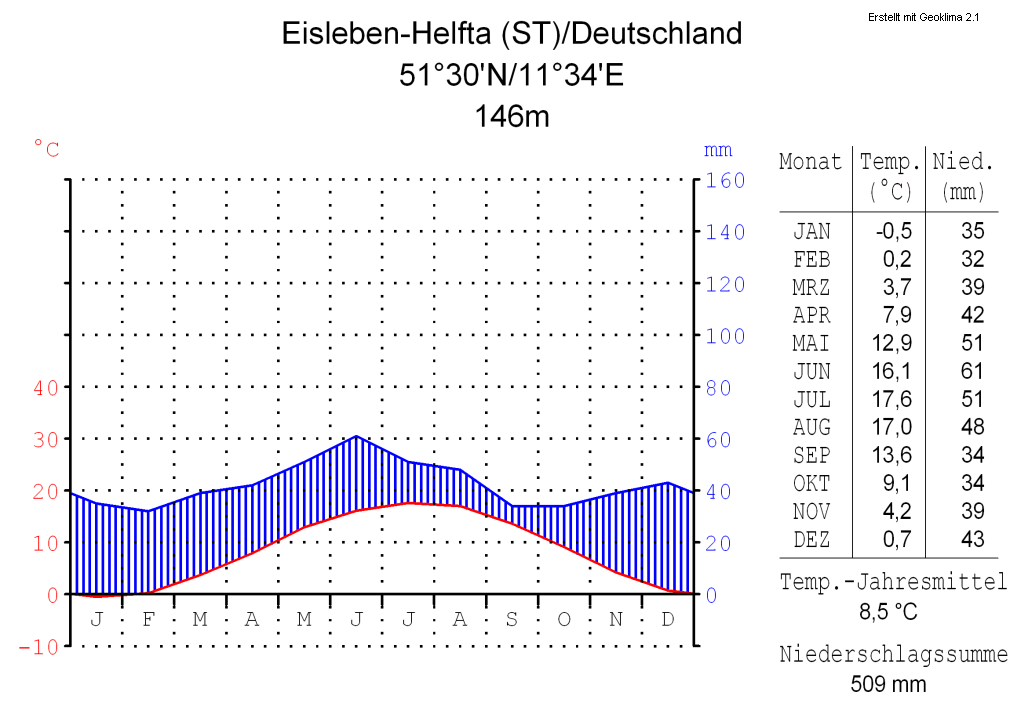
Klimat Eisleben

### Położenie
Eisleben położone jest w pagórkowatej kotlinie mansfeldzkiej u wschodnich podnóży gór Harzu, na peryferiach aglomeracji Lipsk-Halle.

### Klimat
Średnia roczna temperatura powietrza w Eisleben wynosi 8,5 ˚C. Całkowita roczna suma opadów to ok. 509 mm. Najcieplejszymi miesiącami są czerwiec, lipiec i sierpień (średnia temp. 16,1˚C–17,6 ˚C), a najchłodniejszymi grudzień, styczeń i luty (średnia temp. -0,5 ˚C–0,7 ˚C). Najobfitsze opady występują pomiędzy majem a lipcem (51–61 mm) a najmniejsze w lutym (32 mm).

## Geografia społeczno-ekonomiczna

### Podział administracyjny i zagospodarowanie przestrzenne
W obrębie Eisleben wyróżnia się następujące dzielnice: Neckendorf, Oberhütte oraz dawne gminy samodzielne: Helfta, Volkstedt, Rothenschirmbach, Wolferode, Unterrißdorf, Polleben, Bischofrode, Osterhausen, Schmalzerode.
Eisleben tworzyło do 31 grudnia 2009 wspólnotę administracyjną Lutherstadt Eisleben, została ona rozwiązana gdy do miasta przyłączono gminy Burgsdorf i Hedersleben, a rok wcześniej Bischofrode, Osterhausen i Schmalzerode.

## Historia

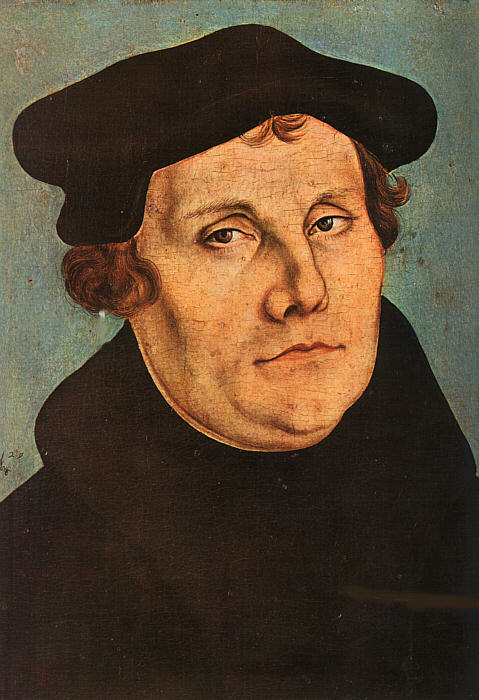
Lucas Cranach Starszy: portret Marcina Lutra

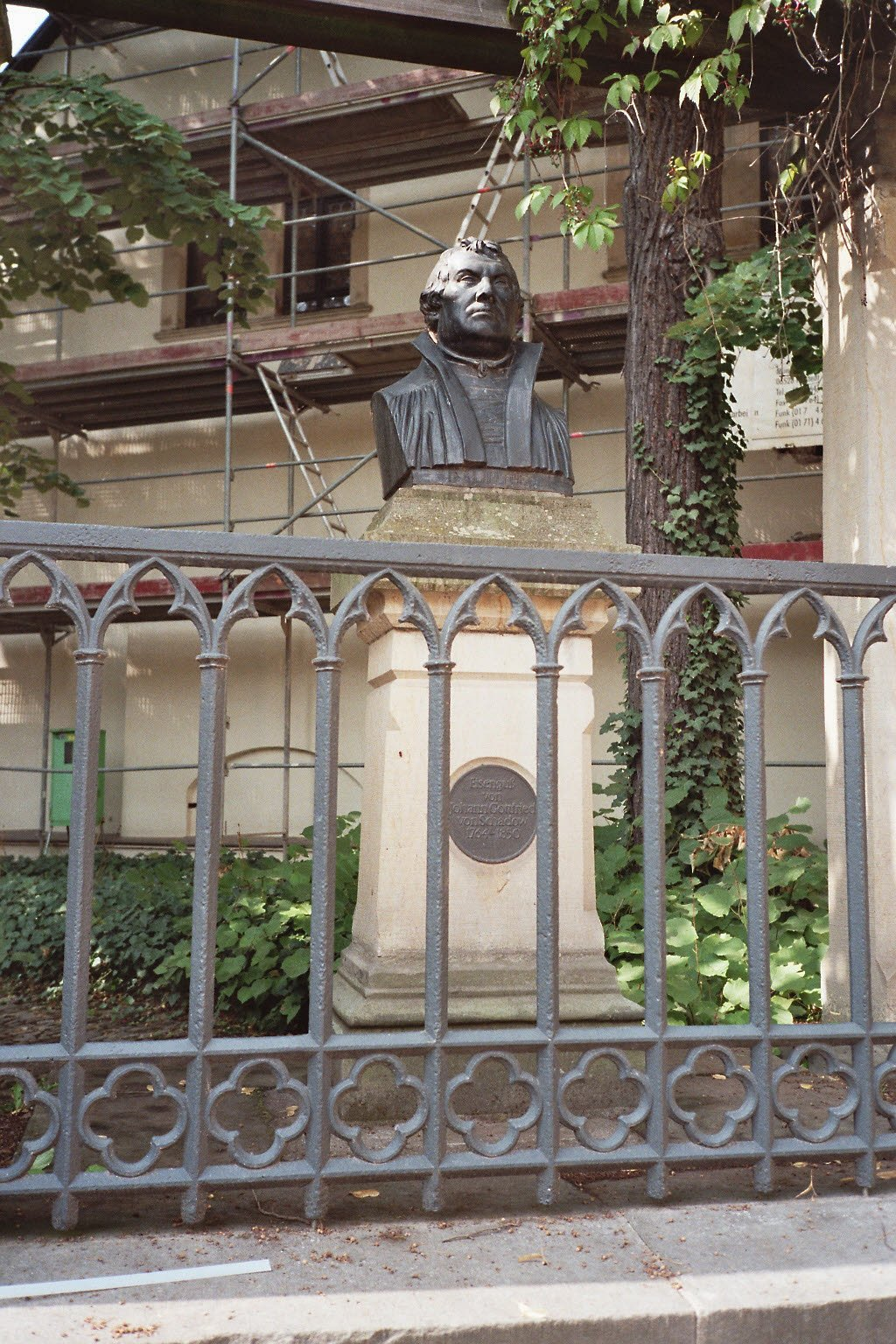
Popiersie Martina Lutra przed domem jego narodzin przy Lutherstraße

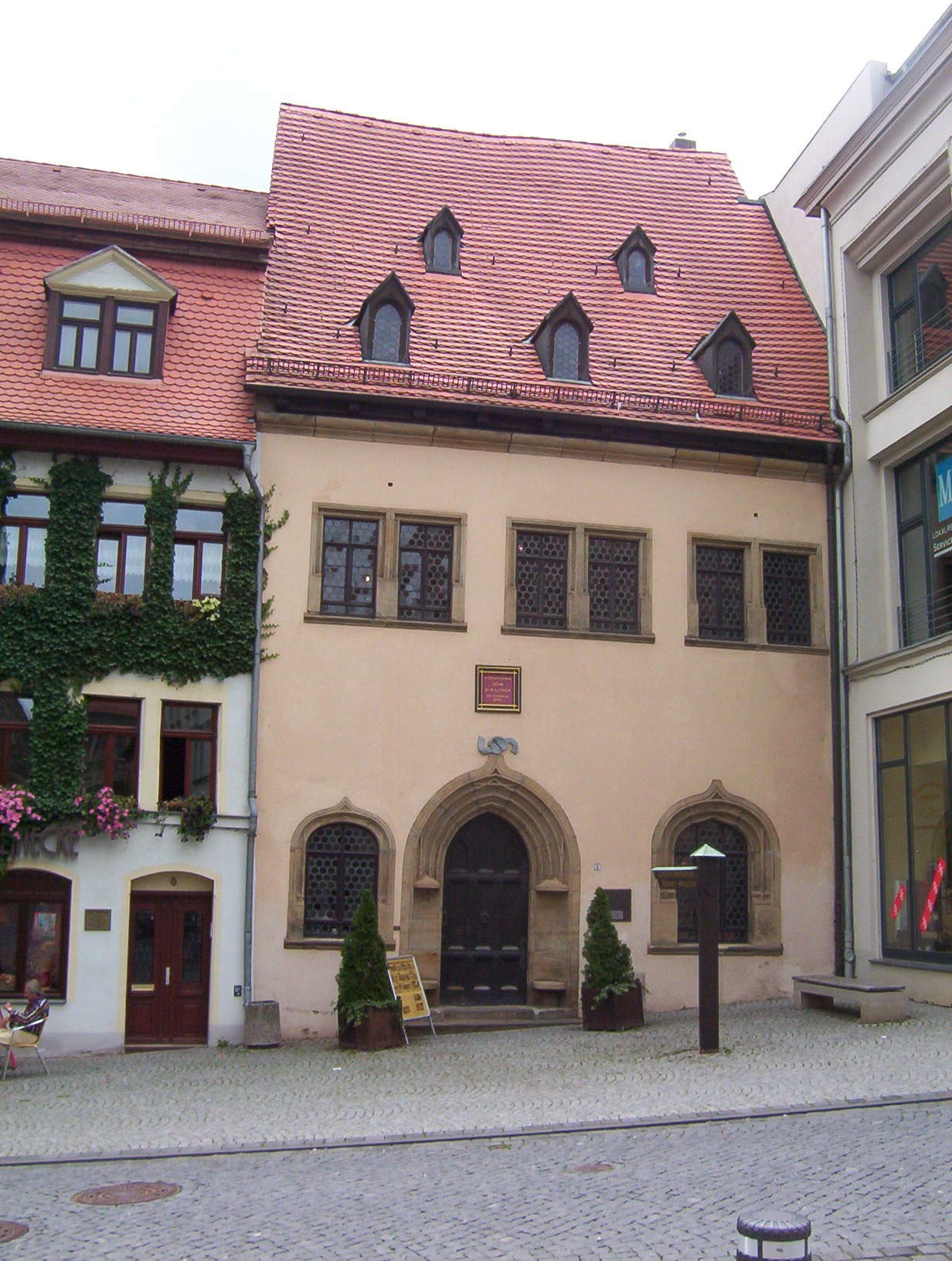
Dom śmierci Martina Lutra przy Andreaskirchplatz

### Pochodzenie nazwy miasta
W okresie wielkiej wędrówki ludów w III–V wieku plemiona Swebów: Anglowie oraz Warnowie ruszyły z terenów Holsztynu, Szlezwika i Meklembrugii na południe. Ślady tej wędrówki są widoczne w nazewnictwie miast i miejscowości na zachód od rzek Łaby i Soławy (niem. Saale), które często mają końcówkę “leben”. Pomiędzy Haldensleben a Erfurtem znajduje się ok. 100 miast i wsi posiadających taką końcówkę, która miała oznaczać dziedzictwo (niem. Erbe) lub spadek (niem. Erbgut). Przedni człon nazwy zaś miał być związany z pochodzeniem właściciela.

### Średniowiecze
Pierwsza wzmianka o Eisleben pochodzi z 23 listopada 994, kiedy to późniejszy cesarz Otton III wymienia Eisleben w dokumencie jako jedną z sześciu miejscowości, które wcześniej otrzymały przywileje targowe, włącznie z prawem celnym i prawem do własnej monety. Eisleben otrzymało prawa miejskie w XII w.

### Rozkwit miasta
Gospodarczy i kulturowy rozkwit miasta przypada na XV–XVI w., kiedy to wydobycie i obróbka rud miedzi i srebra uczyniły miasto najprężniejszym ośrodkiem przemysłowym i handlowym w regionie Mansfeldu.
W 1483 do Eisleben przybyli rodzice Marcina Lutra, Hans Luter i Małgorzata. Wkrótce (10 listopada 1483) urodził się ich syn, Marcin, późniejszy teoretyk i inicjator reformacji. Lutrowie wyprowadzili się do Mansfeld. Marcin kształcił się w Erfurcie, a później działał w Wittenberdze. Przez cały okres swojego życia był blisko związany z hrabstwem Mansfeld (niem. Grafschaft Mansfeld), odwiedzał często klasztor św. Anny, założył szkołę i przyjeżdżał na rozmowy z powstańcami chłopskimi. Tuż przed śmiercią przyjechał do Eisleben. Zmarł w 1546 w domu swojego przyjaciela, Dr. Drachstettena, przy Andreaskirchplatz.

### Czasy współczesne
Przez wieki miasto opiekowało się zabytkami związanymi z pobytem Lutra w Eisleben. W 1946 Eisleben otrzymało człon w nazwie Lutherstadt. Domy Marcina Lutra – dom narodzin przy Lutherstraße i dom śmierci przy Andreaskirchplatz oraz zabytki związane z pobytem Lutra w Wittenberdze zostały wpisane w 1996 na listę światowego dziedzictwa UNESCO.

## Zabytki
- dom narodzin Martina Lutra przy Lutherstraße (dawniej Lange Gasse)
- dom śmierci Martina Lutra przy Andreaskirchplatz
- kościół św. Andrzeja (St. Andreas)
- Klasztor Helfta

## Współpraca
- Herne, Nadrenia Północna-Westfalia od 1990
- Memmingen, Bawaria od 1990
- Raismes, Francja od 1962
- Weinheim, Badenia-Wirtembergia od 1990